# Festival di San Sebastián 1953
La 1ª edizione del Festival internazionale del cinema di San Sebastián si è svolta al Teatro Victoria Eugenia di San Sebastián dal 21 al 27 settembre 1953 con il nome di Semana Internacional del Cine de San Sebastián. Date le disposizioni della FIAPF, durante questa edizione i premi furono assegnati soltanto ai film spagnoli.

## Giuria
- Willy Koch
- Francisco Aranaz-Darrás
- Manuel Durán
- Julián Merino
- José Sánchez Eceiza

## Film in concorso
- Acuérdate de vivir (Inedito in Italia), regia di Roberto Gavaldón
- Casco d'oro (Casque d'or), regia di Jacques Becker
- Criniera bianca (Crin blanc: Le cheval sauvage), regia di Albert Lamorisse
- Don Camillo, regia di Julien Duvivier
- Dos caminos (Inedito in Italia), regia di Arturo Ruiz Castillo
- Gli amanti di Verona (Les amants de Vérone), regia di André Cayatte
- Gli orgogliosi (Les orgueilleux), regia di Yves Allégret
- Hay un camino a la derecha (Inedito in Italia), regia di Francisco Rovira Beleta
- Il terrore dell'Andalusia (Carne de horca), regia di Ladislao Vajda
- La guerra di Dio (La Guerra de Dios), regia di Rafael Gil
- La maschera di cera (House of Wax), regia di André De Toth
- Magia verde, regia di Gian Gaspare Napolitano
- Misión extravagante (Inedito in Italia), regia di Ricardo Gascón
- Passione nuda (La pasión desnuda), regia di Luis César Amadori
- Siamo tutti assassini (Nous sommes tous des assassins), regia di André Cayatte
- Teresa Raquin (Thérèse Raquin), regia di Marcel Carné
- Traviata '53, regia di Vittorio Cottafava
- Zitto e... mosca (Top Secret), regia di Mario Zampi

## Premi
- Miglior film: La guerra di Dio (La Guerra de Dios), regia di Rafael Gil
- Miglior regista: Rafael Gil per La guerra di Dio (La Guerra de Dios)
- Miglior attrice: Julia Martínez per Hay un camino a la derecha (Inedito in Italia), regia di Francisco Rovira Beleta
- Miglior attore: Francisco Rabal per Hay un camino a la derecha (Inedito in Italia), regia di Francisco Rovira Beleta
- Miglior fotografia: Otello Martelli per Il terrore dell'Andalusia (Carne de horca), regia di Ladislao Vajda
- Miglior scenografia: Antonio Simont per Il terrore dell'Andalusia (Carne de horca), regia di Ladislao Vajda
- Coppa della Popolarità assegnata dalla rivista Pueblo a: Mario Cabré
- Coppa della Popolarità assegnata dalla rivista Pueblo a: Marujita Díaz